# Mente (budismo)
En el budismo, se conoce como mente una experiencia meditativa a la cual accede el practicante, referida al conocimiento directo e intuitivo de la condición primordial, que permanece como una presencia viva: un estado de presencia, claridad y espaciosidad ilimitada.
Puede describirse de distintas formas: como un estado de contemplación, luminosidad, espaciosidad, incesante vacío, etc., pero son únicamente términos que circundan el núcleo central de una experiencia: la presencia constante y absoluta de la naturaleza más intrínseca, primordial y fundamental de la mente, que es rig-pa, y que nos oculta la ignorancia o avidya.
Así, hay niveles de la comprensión, entendimiento o intuición mental que no pueden ser formulados verbalmente. Las palabras tienen un límite, según dice el último precepto del Dzogchen: «éste se sustenta en el significado y no en las palabras», por lo cual, lo que permanece es el significado, mientras que las interpretaciones prosiguen.